# Arcidiecéze Athény
Arcidiecéze Athény je římskokatolická arcidiecéze nacházející se v Řecku.

## Území
Zahrnuje území Attiky, Středního Řecka, Západního Řecka a Peloponésu.
Biskupským sídlem je město Athény, kde se nachází hlavní chrám, katedrála svatého Dionýsia Areopagity.

## Historie
Athénská diecéze má starověký původ, před Velkým schizmatem roku 1054 byla sufragánou arcidiecéze Korint.
Latinská arcidiecéze zde vznikla na začátku 13. století po dobytí Konstantinopole Křížáky. Parthenón byl prohlášen za katedrálu a zasvěcen Panně Marii. Sufragánní diecéze byly stanoveny podle vzoru předchozí pravoslavné archieparchie: Negroponte, Thermopylae, Daulis, Aulon, Oreus, Carystus, Coronea, Megara, Cea, Andros a Scyrus.
Roku 1458 došlo k dobytí Athén Osmany. Poslední arcibiskup uprchl z města a uchýlil se na ostrov Euboia, který byl ovládán Benátčany. Zde zůstal až do své smrti roku 1482. Od této chvíle byla arcidiecéze prohlášena za titulární sídlo.
Roku 1833 získalo Řecko nezávislost. Dne 19. srpna stejného roku papež Řehoř XVI. ustanovil apoštolskou delegaci pro péči o katolické věřící. Dne 23. července 1875 byla arcidiecéze brevem Apostolatus officium papeže Pia IX. obnovena.

## Seznam arcibiskupů

### Metropolitní arcidiecéze Athény
- Berardo (před 1206 – po 1223)
- neznámý (zmíněn roku 1243)
- Corrado ze Sumo (1253–?)
- neznámý (zmíněn roku 1261)
- P. (1268–?)
- Uldrico (1273–?)
- Stefano Mangiatero, O.P. (asi 1300–?)
- Antonio z Talenti, O.S.B. (?–1339)
- Nicola (před 1345–?)
- Giovanni (1351–?)
- Nicola (1357–?)
- Francesco, O.F.M. (1365–?)
- Giovanni (? – asi 1370)
- Antonio Balistari, O.F.M. (1370–?)
- Antonio z Genebredy (před 1382–?)
- Antonio Blasi (1388–?)
- Lodovico Aliotti (1392–1398)
- Antonio (1399–?)
- Franceschino, O. Cist. (?–1400)
- Andrea (Nicola) de Lucha, O. Carm. (1409–?)
- Giovanni Antonio z Korintu (1426–?)
- Francesco (1427–?)
- Filippo Aulini (1429–?)
- Nicola Protimo (1446–1482)

### Titulární arcidiecéze Athény
- Giovanni Nicolini (1482–?)
- Costantino Eroli (1496–1500)
- Antonio Trombetta (1514–1517)
- Bernardo da Cherio, O.F.M. (1517–?)
- Jean de Barton (1530–?)
- Alexander Gordon (1551–1558)
- Attilio Amalteo (1606–1633)
- Gaspare Mattei (1639–1643)
- Nicolò Guidi di Bagno (1644–1657)
- Iacopo Altoviti (1658–1667)
- Marcello d'Aste (1691–1699)
- Filippo Antonio Gualterio (1700–1701)
- Giuseppe Vallemani (1701–1707)
- Pier Marcellino Corradini (1707–1712)
- Silvio de' Cavalieri (1712–1717)
- Bartolomeo Massei (1721–1730)
- Francesco Saverio Albini (1731–1740)
- Ludovico Merlini (1740–1759)
- Giovanni Carlo Boschi (1760–1766)
- Ignazio Reali (1766–1767)
- Giuseppe Maria Contesini (1768–1785)
- Giulio Cesare Zollio (1785–1795)
- Camillio Campanelli (1796–1805)
- Giovanni Francesco Guerrieri (1808–1819)
- Giovanni Francesco Falzacappa (1819–1823)
- Filippo Filonardi (1823–1826)
- Francesco Tiberi (1826–1832)
- Ludovico Tevoli (1832–1856)
- Mariano Falcinelli Antoniacci (1857–1873)

### Arcidiecéze Athény
- Giovanni Marangò (1875–1891)
- Giuseppe Zaffino (1892–1895)
- Gaetano De Angelis, O.F.M. Conv. (1895–1900)
- Antonio Giovanni Battista Delenda (1900–1911)
- Louis Petit, A.A. (1912–1926)
- Giovanni Francesco Filippucci (1927–1947)
- Marco Sigala (1947–1950)
- Marius Macrionitis, S.J. (1953–1959)
- Venedictos Printesis (1959–1972)
- Nikólaos Fóscolos (1973–2014)
- Sevastianos Rossolatos (2014–2021)
- Theodoros Kontidis (od 2021)